# 莱布尼茨学会
莱布尼茨学会（Leibniz-Gemeinschaft，全称Wissenschaftsgemeinschaft Gottfried Wilhelm Leibniz e. V.）是的一家德国各专业方向研究机构的联合会。

## 历史
1990年成立于德国柏林，莱布尼茨学会共有工作人员约13800人，经费11亿欧元（2006年）。学会成员包括84家大学外的研究机构（2007年）。研究领域涵盖自然科学、工程科学、环境科学、经济科学、社会科学、地球科学和人文科学，基础科学研究与应用相结合，与高等院校、工业界及其它国内外研究机构合作紧密。